# رافا كوستا
رافا كوستا هو لاعب كرة قدم برتغالي في مركز جناح ‏، ولد في 27 يناير 1991 في فيزيلا في البرتغال. شارك مع منتخب البرتغال تحت 16 سنة لكرة القدم ومنتخب البرتغال تحت 17 سنة لكرة القدم ومنتخب البرتغال تحت 18 سنة لكرة القدم ومنتخب البرتغال تحت 19 سنة لكرة القدم ومنتخب البرتغال تحت 20 سنة لكرة القدم. أما مع النوادي، فقد لعب مع فيتوريا دي غيماريش وموريرينسي وF.C. Felgueiras ‏ وVitória S.C. B ‏ وديبورتيفا دي لوسادا ‏ ونادي بورتيمونينسي.

## وصلات خارجية
- رافا كوستا على موقع Soccerway.com (الإنجليزية)
- رافا كوستا على موقع AS.com (الإسبانية)